# Debub Gondar

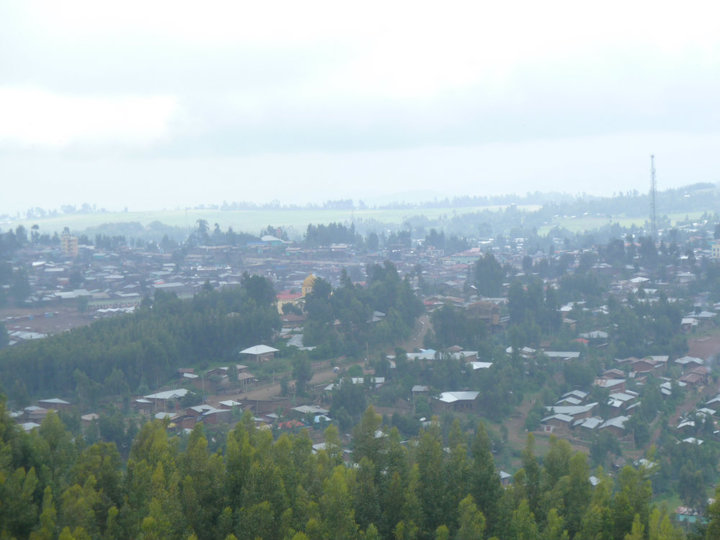
Debre Tabor.

La zone Debub Gondar (ou Sud Gondar) est l'une des 10 zones de la région Amhara en Éthiopie. Sa plus grande ville est Debre Tabor.

## Woredas
La zone est composée de 11 woredas, :
- Debre Tabor ;
- Dera ;
- Ebenat ;
- Farta ;
- Fogera ;
- Kemekem (ou « Libo Kemkem ») ;
- Lay Gayint ;
- Mirab Este, partie Ouest de l'ancien woreda Este ;
- Misraq Este, partie Est et Nord de l'ancien woreda Este ;
- Simada ;
- Tach Gayint.

## Démographie
La zone compte 2 051 738 habitants au recensement de 2007.
Avec une superficie de 14 095,19 km2[réf. souhaitée], la zone a une densité de population de 145 personnes par km2 en 2007.
| Woreda      | Population 2007 | Agglomérations,                |
| ----------- | --------------- | ------------------------------ |
| Debre Tabor | 55 596          | Debre Tabor                    |
| Dera        | 248 464         | Arib Gebeya                    |
| Ebenat      | 220 177         | Ebenat                         |
| Farta       | 232 181         | Gasay                          |
| Fogera      | 228 449         | Wereta , Alem Ber (en)         |
| Kemekem     | 198 435         | Addis Zemen, Ambo Meda, Yafiga |
| Lay Gayint  | 206 499         | Nefas Mewcha (en), Sali        |
| Mirab Este  | 120 885         | Jara Gedo                      |
| Misraq Este | 210 825         | Este                           |
| Simada      | 228 271         | Wegada                         |
| Tach Gayint | 101 956         | Arb Gegeya                     |

Après Debre Tabor qui compte 55 596 habitants au recensement de 2007, les villes les plus importantes de la zone sont Wereta avec 21 222 habitants, Nefas Mewcha (en) avec 19 620 habitants et Addis Zemen avec 16 113 habitants, suivies par Este, Ebinat et Wegada (plus de 10 000 habitants).
En 2020, la population est estimée (par projection des taux de 2007) à 2 648 093 habitants.